# 実恵

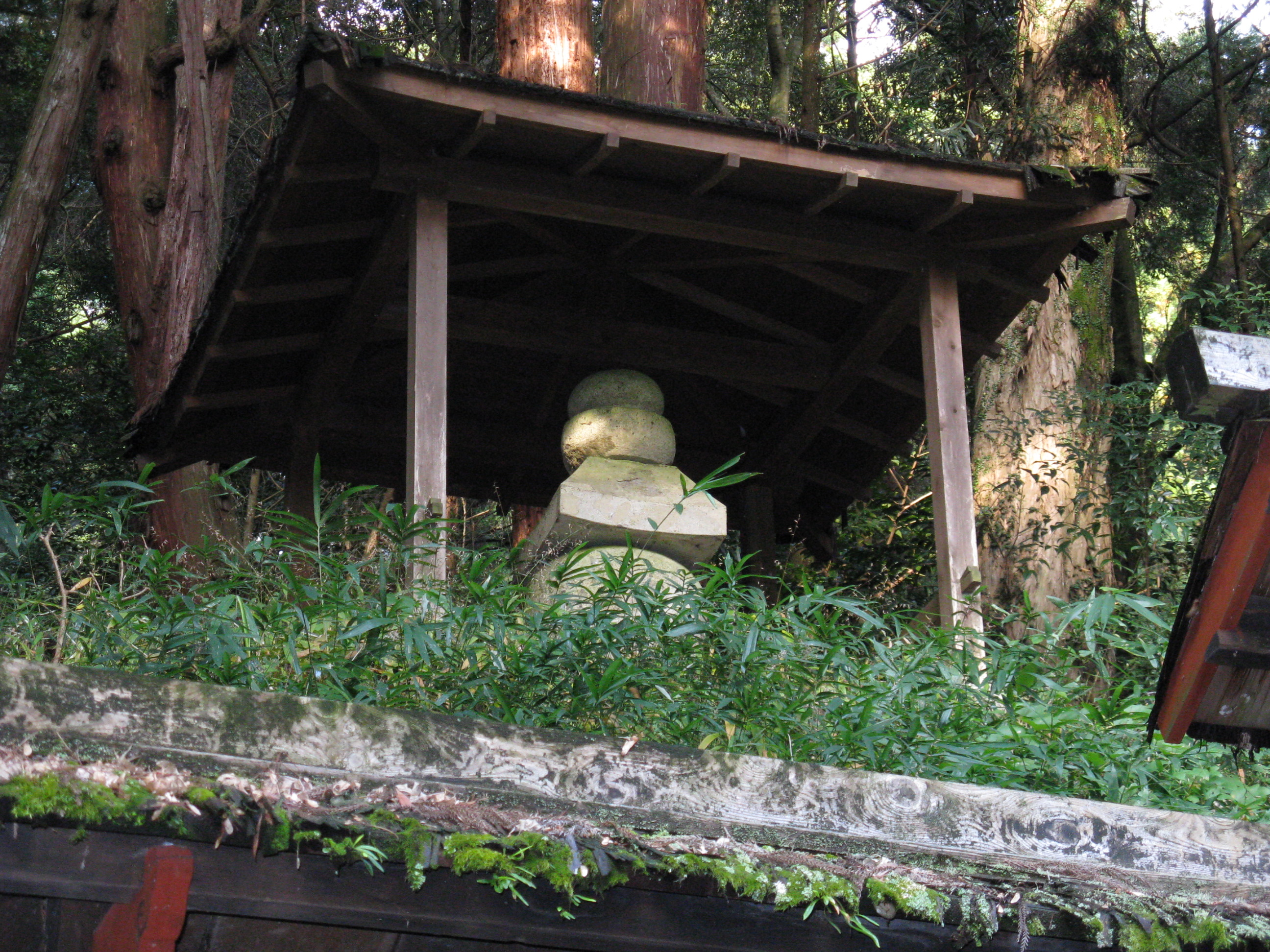
観心寺にある実恵（道興大師）御廟

実恵（じちえ/じつえ・実慧、延暦5年（786年）？- 承和14年11月13日（847年12月24日））は、平安時代前期の真言宗の僧。空海の十大弟子の一人。
俗姓は佐伯氏、讃岐国の出身で空海の一族。檜尾僧都・道興大師とも称される。初代東寺長者とされている。

## 生涯
- 延暦年間（782年-806年）、奈良東大寺の泰基[2]に法相（唯識）を学ぶ。
- 大同2年（807年）、受戒（一説に延暦23年（804年））。
- 弘仁元年（810年）、一説にこの年空海から灌頂を受ける。
- 弘仁3年（812年）、杲隣、智泉とともに高雄山寺三綱に任じられる。
- 弘仁7年（816年）から泰範とともに空海の高野山開創に尽力。
- 天長4年（827年）、観心寺（大阪府河内長野市）を創建。
- 承和3年（836年）5月、権律師（一説に律師）に任ぜられ、東寺長者となる。
- 承和4年（837年）、一説に律師に任ぜられる。
- 承和7年（840年）9月、少僧都に任ぜられる。
- 承和10年（843年）11月、東寺二長者を創設し真済を任ずる。
- 同月、上表により真言宗の伝法灌頂職位が制定される。12月、伝法・結縁灌頂の道場として東寺灌頂院を創設し、真紹に伝法灌頂職位を授ける。
- 承和12年（845年）、空海が天長5年に開設した学校である綜芸種智院を売却し、丹波国大山荘を買取。東寺伝法会の財源とする。
- 承和14年（847年）11月13日[3]、河内国にて入滅。享年62。檜尾山に葬られる。
- 安永3年（1774年）8月、道興大師の諡号を賜る。

## 弟子
元慶2年11月11日の真雅言上状によれば、実恵の付法弟子は以下の2人。
- 恵運…東大寺泰基、薬師寺中継に法相宗を学び、後に実恵から密教を学んで灌頂を受ける。入唐八家の一人。少僧都。
- 真紹…空海に師事し、後に実恵から灌頂を受ける。少僧都。

そのほか師弟関係が伝えられる者
- 宗叡…比叡山で円珍から天台宗を学び両部大法を受けるが、後に東寺に移住して実恵から金剛界大法を受け、真紹から灌頂を受ける。入唐八家の一人。僧正。
- 源仁…興福寺護命に師事するが、後に実恵から密教を学び、真雅の灌頂を受け、宗叡からも灌頂を受ける。権少僧都。

## 補注
1. ↑  享年62説による。享年を63、61とする説もあり、生年は定かでない。
2. ↑  智灯『弘法大師弟子伝』、道猷『弘法大師弟子譜』では大安寺泰基となっているが、貞観9年に恵運が記した「安祥寺伽藍縁起資財帳」（平安遺文1-164）に「東大寺泰基」とあるほか、『高野雑筆集』所収の「両相公」宛書簡に「東大杲隣･実恵」とあり、実恵が東大寺を本寺としていたことが明らかなので、東大寺が正しい。
3. ↑  入滅の日について、他に12月12日、10月など諸説ある。国史に実恵の死亡記事はないが、この年の12月2日に律師長訓が少僧都になっているので、11月までに死去したとみられる。
4. ↑  「本朝伝法灌頂師資相承血脈」（『大日本古文書』家わけ１９、醍醐寺文書之一、279号）所載。